# John Shae Perring
John Shae Perring (Boston, Lincolnshire, 1813. január 24. – Manchester, 1869. január 16.) brit mérnök, autodidakta felfedező és egyiptológus. Neve elsősorban az egyiptomi piramisok dokumentációs munkáival vált ismertté, amelyeket a szintén brit Richard William Howard Vyse ezredessel közösen végeztek, majd Vyse távozása után egyedül.

## Élete
A Donington-gimnáziumban kezdte tanulmányait, de már 1826. március 28-án dolgozni kezdett Robert Reynolds mellett, akinek a bostoni vízvezetékek és csatornák felmérése, dokumentálása és fejlesztése volt a feladata. Együtt végezték a környékbeli mocsarak lecsapolásának mérnöki munkáit is. 1833-ban Londonba költözött, ahol önálló mérnökként dolgozott, végül 1836 márciusában a Galloway-testvérek (William és John) mérnöki vállalkozásának alkalmazásában Egyiptomba utazott. Először asszisztense, majd vezetője volt a Mohamed Ali egyiptomi alkirály által megrendelt közművesítési programnak, köztük a villamosításnak is.
Vyse és Perring 1837 januárjában találkoztak, miután Vyse elbocsátotta ásatásvezetőjét (Giovanni Battista Caviglia), és helyette újat keresett. Galloway ajánlására Perring lett az új „projektmenedzser”. Ezeknek a munkáknak a gízai piramisok felmérése és dokumentálása volt a céljuk. A lezárt piramisok megközelítését nem egyszer dinamittal oldották meg, amellyel sok kárt okoztak az ókori épületekben.
Perring 1837 augusztusában átvette Vyse-től a kutatások irányítását, miután az visszatért Angliába. Vyse tanácsolta neki, hogy a kutatásokat Egyiptom többi piramisával folytassa. Perring rengeteg térképet gyártott Abu Roásról, Abu-Szírről, Szakkaráról és Dahsúrról. Az 1838–1839-es ásatási évadokat Abo-Roásban és a Fajjúm-oázisban töltötte. Eközben Londonban már megjelent az első könyve a gízai piramisok felméréséről. Perring jutott be először, 1839-ben, Uszerkaf piramisának belsejébe. Nem egy helyen ma is olvasható graffiti formájában az aláírása.
Munkássága jelentős a piramismezők feltérképezésével, a piramisok pontos leírásával kapcsolatban. Hat olyan királynevet fedezett fel, amelyek addig ismeretlenek voltak az egyiptológia számára. A piramismezők környékéről 53 mérföld (körülbelül 80 km) hosszú trigonometrikus felmérést is készített.
1840 júniusában tért haza Londonba. 1841. március 1-től a Llanely társaságnál a mérnökök főfelügyelője lett, 1846-tól 1859-ig a Kelet-Lancashire-i vasúttársaság rezidense. Több egyéb mérnöki munkája is volt a Plant Company, a Ribbesdale-i vasút, a manchesteri vasút és az Oswaldtwistle-i vízmű alkalmazásában. 1853. december 6-án az Institution of Civil Engineers beválasztotta a tagjai közé, 1856-ban az Institution of Mechanical Engineers tagja is lett.

## Műve
- John Shae Perring: The Pyramids of Gizeh, Vol. I-III, London, James Fraser (1839–1842)
- R. W. H. Vyse, J. S. Perring - Appendix to Operations carried on at the Pyramids, London, (1842)